# Berri Txarrak
Berri Txarrak (Беррі Чаррак) — баскcький рок-гурт, заснований в 1994 році в  Лекунберрі, Наварра. 
Назва гурту з баскської означає «Погані новини», всі свої пісні вони виконують баскською мовою.
Гурт оголосив про перерву на невизначений термін на 2019 рік. Вони опублікували дванадцять альбомів, а також документальний фільм. Цей гурт створив найбільший резонанс за межами Країни Басків.

## Учасники
Теперішні
- Ґорка Урбісу (Gorka Urbizu) — спів, гітара.
- Ґалдер Ісаґірре (Galder Izagirre) — ударні.
- Давід Ґонсалес (David Gonzalez) — бас-гітара.

Колишні
- Айтор Ореха (Aitor Oreja)
- Мікел Лопес (Рубіо) (Mikel López (Rubio))
- Айтор Ґойкоечеа (Aitor Goikoetxea)

## Дискографія
Альбоми
- Maketa (демо, 1994)

- Berri Txarrak (1997, GOR Diskak)

- Ikasten (1999, GOR Diskak)

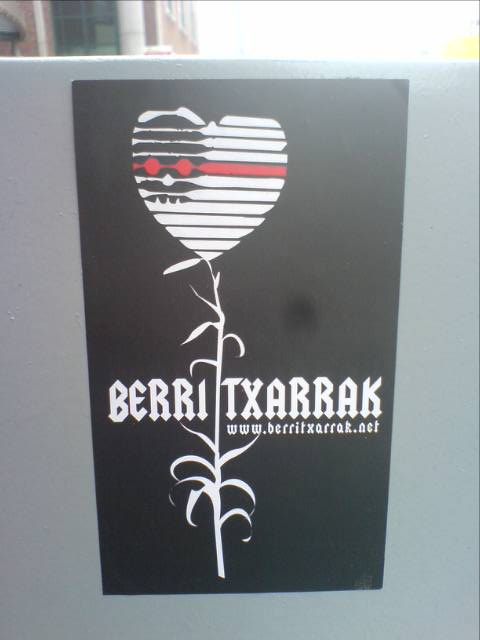
Плакат Berri Txarrak

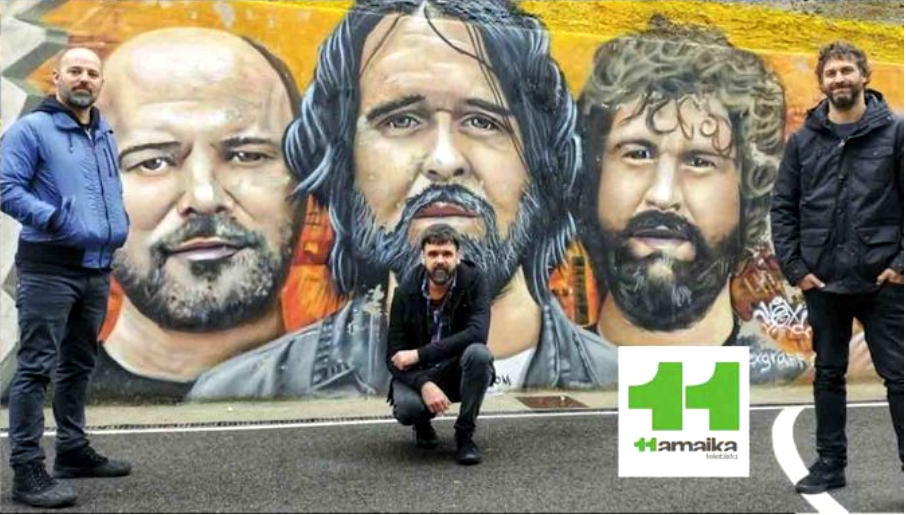
Berri Txarrak біля графіті (Pasaia, 2018)[https://www.facebook.com/HamaikaTb/videos/berri-txarrak-izango-da-aste-honetako-musikazuzenean-web-telebista-saioko-protag/1795380960501085/

- Eskuak/Ukabilak (2001, GOR Diskak)

- Libre © (2003, GOR Diskak)

- Jaio.Musika.Hil (2005, GOR Diskak)

- Payola (2009, Roadrunner Records)

- Haria (2011, Kaiowas Records)

- Denbora Da Poligrafo Bakarra (2014)

- Infrasoinuak (2017)

Міні-альбоми
- Maketa (1995)[2]

## Вплив
У таких піснях, як «Aspaldian utzitako Zelda» або «Mundua begiratzeko leihoak», Berri Txarrak інтерпретують вірші та твори Хосеби Сарріонандії. У 2010 році гурт зробив версію пісні «Liluraren Kontra», написаного німецьким поетом Бертольтом Брехтом і популяризованого баскською мовою завдяки пісні Мікеля Лабоа.